# Bjæverskovs härad
| Bjæverskovs häradsvapen från 1610 respektive 1648. |  | Bjæverskovs häradsvapen från 1610 respektive 1648. |
| Bjæverskovs häradsvapen från 1610 respektive 1648. |  |                                                    |

Bjæverskovs härad (danska: Bjæverskov Herred) var ett härad i dåvarande Præstø amt på ön Själland i östra Danmark.
Häradet omfattade bland annat staden Køge. Ytan var på 205,85 kvadratkilometer.

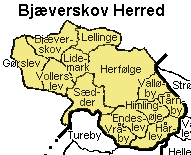
Karta över Bjæverskovs härad med dess indelning i socknar.